# Жетіжарський сільський округ
Жетіжа́рський сільський округ (каз. Жетіжар ауылдық округі, рос. Жетижарский сельский округ) — адміністративна одиниця у складі Бескарагайського району Абайської області Казахстану. Адміністративний центр — село Жетіжар.
Населення — 1077 осіб (2021; 1517 у 2009, 2989 у 1999, 5735 у 1989).
Станом на 1989 рік існували Семиярська сільська рада (села Грачі, Семиярка, Чумичкіно), Лісна сільська рада (селище Лісне) та Кривинська сільська рада (село Кривинка). До 2013 року округ називався Семиярським.

## Склад
До складу округу входять такі населені пункти:
| Населений пункт | Старі назви | Населення, осіб (1989) | Населення, осіб (1999) | Населення, осіб (2009) | Населення, осіб (2021) |
| --------------- | ----------- | ---------------------- | ---------------------- | ---------------------- | ---------------------- |
| Жетіжар, село   | Семиярка    | 2040                   | 1312                   | 709                    | 497                    |
| Кривинка, село  | -           | 1799                   | 1030                   | 505                    | 370                    |
| Лісне, село     | -           | 1345                   | 647                    | 160                    | 148                    |
| --Грачі, село   | -           | 349                    | -                      | 143                    | 62                     |
| Чумичкіно, село | -           | 202                    | -                      | -                      | -                      |